# Bob Steele

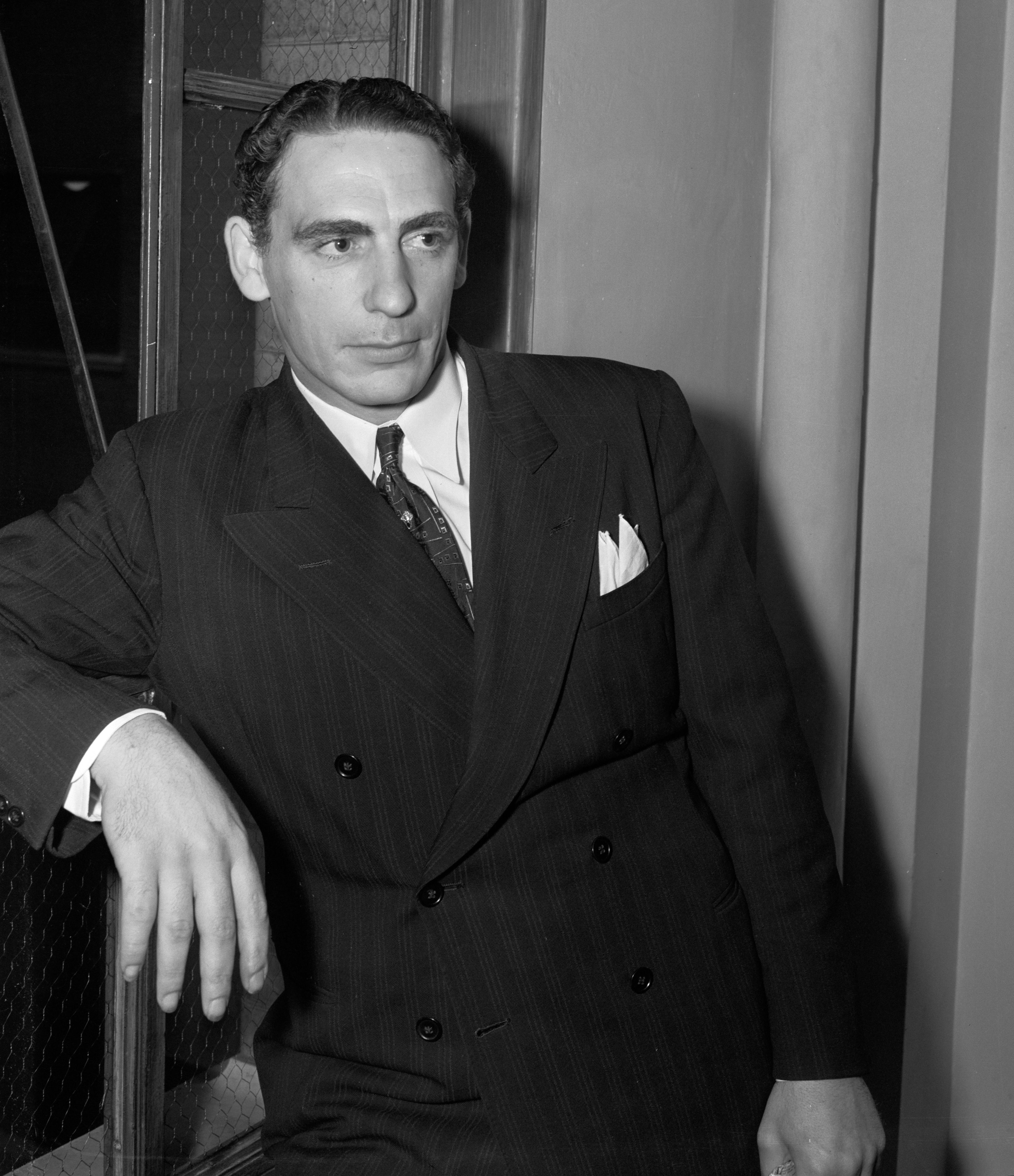
Bob Steele (1940)

Bob Steele (* 23. Januar 1907 in Portland, Oregon; † 21. Dezember 1988 in Burbank, Kalifornien; eigentlich Robert Adrian Bradbury) war ein US-amerikanischer Schauspieler.

## Leben
Steele wurde in eine Vaudeville-Familie geboren. Gegen Ende der 1910er Jahre ließ sich die Familie in Hollywood nieder, wo sein Vater Robert N. Bradbury später als Filmregisseur und Drehbuchautor arbeitete. Er besuchte die Glendale High School und war dort ein Klassenkamerad von John Wayne. Steele trat als Kinderdarsteller in den 1920er Jahren in einigen Filmen seines Vaters auf. Er bekam 1927 einen Filmvertrag beim Stummfilm-Filmproduktionsunternehmen Film Booking Offices of America und spielte unter dem Künstlernamen Bob Steele in zahlreichen B-Movie-Western. Eine seiner wenigen Rollen in größeren Filmproduktionen hatte er 1939 in Von Mäusen und Menschen nach dem Roman von John Steinbeck.
Bis Anfang der 1940er Jahre spielte er neben Al St. John die Rolle des Billy the Kid in der Fuzzy-Filmreihe, die in Deutschland später unter dem Namen Western von gestern ausgestrahlt wurde. Danach spielte er hauptsächlich Nebenrollen, unter anderem in Howard Hawks’ Tote schlafen fest. Zudem war er zwischen 1953 und 1970 in sechs Filmen seines ehemaligen Klassenkameraden John Wayne zu sehen, darunter Rio Bravo und Rio Lobo. Ab Mitte der 1950er Jahre trat er auch in Fernsehserien auf, darunter die Westernserien Maverick, Tausend Meilen Staub und Rauchende Colts. Selten trat er außerhalb des Westerngenres auf, Ausnahmen hiervon waren beispielsweise der Science-Fiction-Film Auf U-17 ist die Hölle los und der Kriegsfilm Der längste Tag. Zwischen 1965 und 1967 spielte er an der Seite von Forrest Tucker in 63 Episoden der Westernserie F Troop den  Trooper Duffy. 1968 spielte er einen der Männer des Lynchmobs, die Clint Eastwood zu Beginn von Hängt ihn höher aufknüpfen. Seinen letzten Filmauftritt hatte er in einer im Abspann nicht genannten kleinen Nebenrolle in Don Siegels Thriller Der große Coup, danach zog er sich aus dem Showgeschäft zurück.
Steele war dreimal verheiratet und hatte keine Kinder.

## Filmografie (Auswahl)
- 1920: The Adventures of Bob and Bill
- 1930: Breezy Bill
- 1939: Von Mäusen und Menschen (Of Mice and Men)
- 1940: Fuzzy außer Rand und Band (Billy the Kid in Texas)
- 1940: Im Taumel der Weltstadt (City for Conquest)
- 1941: Fuzzy bricht den Terror (Billy the Kid’s Fighting Pals)
- 1941: Fuzzy bricht den Terror (Billy the Kid’’s Range War)
- 1941: Fuzzy der Unsterbliche (Billy the Kid in Santa Fe)
- 1946: Tote schlafen fest (The Big Sleep)
- 1947: Schmutzige Dollars (Cheyenne)
- 1947: Killer McCoy
- 1949: Konterbande (South of St. Louis)
- 1950: Terror über Colorado (The Savage Horde)
- 1951: Der große Zug nach Santa Fé (Cattle Drive)
- 1951: Das letzte Fort (Fort Worth)
- 1952: Die schwarzen Reiter von Dakota (Bugles in the Afternoon)
- 1952: Der König der Wildnis (The Lion and the Horse)
- 1952: Die Rose von Cimarron (Rose of Cimarron)
- 1953: Der Cowboy von San Antone (San Antone)
- 1953: Kolonne Süd (Column South)
- 1954: Brandmal der Rache (The Outcast)
- 1957: Maverick
- 1958: In den Klauen des Giganten (Giant from the Unknown)
- 1958: Der weiße Teufel von Arkansas (Ride a Crooked Trail)
- 1959: Auf U-17 ist die Hölle los (The Atomic Submarine)
- 1959: Rio Bravo (Rio Bravo)
- 1959: Tausend Meilen Staub (Rawhide)
- 1959: Mit Blut geschrieben (Pork Chop Hill)
- 1961: Die Comancheros (The Comancheros)
- 1962: Der längste Tag (The Longest Day)
- 1963: MacLintock (McLintock!)
- 1963: Rauchende Colts (Gunsmoke)
- 1963: Vier für Texas (4 for Texas)
- 1965: Der Mann vom großen Fluß (Shenandoah)
- 1965: Revolver diskutieren nicht (Town Tamer)
- 1965–1967: F Troop (Fernsehserie, 63 Folgen)
- 1968: Hängt ihn höher (Hang ’Em High)
- 1970: Rio Lobo
- 1973: Der große Coup (Charley Varrick)

## Auszeichnungen
- 1983: Golden Boot